# Glacis (fortification)
Pour les articles homonymes, voir Glacis.

Glacis.

En architecture militaire, le glacis est un terme désignant à l'origine un terrain découvert, généralement aménagé en pente douce à partir des éléments extérieurs d'un ouvrage fortifié, sur la contrescarpe. Il avait notamment pour fonction de n'offrir aucun abri à d'éventuels agresseurs de la place forte et de dégager le champ de vision de ses défenseurs. 

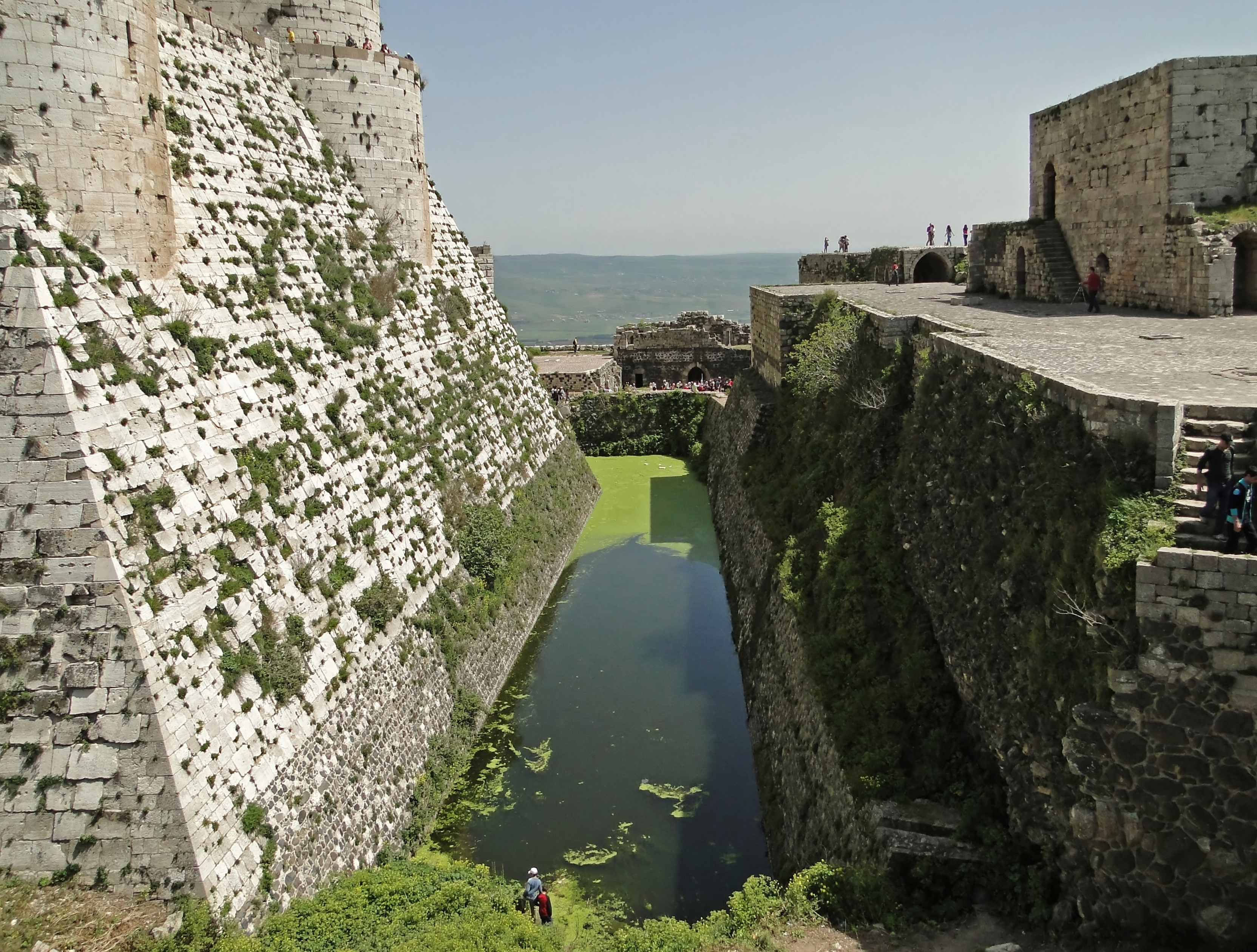
À gauche, glacis du Krak des Chevaliers.

Ce terme désigne également un talus en pente, érigé en pierre à la base extérieure d'une muraille, afin de renforcer la stabilité de celle-ci et d'empêcher le travail de sape des assiégeants. Ces talus en dur permettaient également aux projectiles lancés du haut des remparts de rebondir et d’atteindre les assaillants.
Le glacis était suivi par le chemin couvert, qui permettait à des soldats équipés d'armes de courte portée de défendre le glacis sans être sous le feu de l'ennemi. Le glacis se trouvait donc sous la double couverture des fusils d'une part et de l’artillerie d'autre part, placée sur les bastions et les courtines de la forteresse.
Par extension, le terme est employé pour désigner un espace-tampon ménagé par une puissance autour de ses frontières par le contrôle de régions, voire de pays, limitrophes, afin d'optimiser la défense de son territoire. Il peut être dans ce cas nommé « zone démilitarisée » : 
- c'est ainsi que la démilitarisation de la rive gauche du Rhin en Allemagne et le contrôle par la France des régions frontalières devait servir de glacis à cette dernière au sortir de la Première Guerre mondiale ;
- de même, dans la doctrine militaire soviétique, l'ensemble des États satellites voisins fournissait le recul nécessaire au commandement pour organiser la défense du pays. L'obsession du commandement militaire de disposer d'une zone tampon en Europe renvoie au traumatisme suscité par l'invasion de l'URSS par les armées allemandes en juin 1941 (opération Barbarossa). La soviétisation de l'Europe de l'Est et la constitution du pacte de Varsovie (1955) ont donné à l'URSS un glacis défensif.

Le terme est usité en archéologie, où il désigne également un talus défensif ; la fonction du glacis est de contraindre les attaquants à avancer à découvert.